# Procés quasiestàtic
En termodinàmica, un procés quasiestàtic és un procés termodinàmic que té lloc infinitament a poc a poc. És important adonar-se que cap procés real és quasiestàtic: a la pràctica, aquest tipus de processos tan sols es poden aproximar duent-los a terme infinitesimalment a poc a poc. Un procés quasiestàtic normalment assegura que el sistema passarà per una seqüència d'estats que són infinitesimalment propers a l'equilibri (de tal manera que el sistema roman en equilibri quasiestàtic); en aquest cas, el procés normalment és reversible.

## Treball PV en diversos processos quasiestàtics
1. Pressió constant: procés isobàric
{\displaystyle W_{1-2}=\int PdV=P(V_{2}-V_{1})}
2. Volum constant: procés isocor
{\displaystyle W_{1-2}=\int PdV=0}
3. Temperatura constant: procés isotèrmic
{\displaystyle W_{1-2}=\int PdV\,,\quad PV=P_{1}V_{1}=C}
{\displaystyle W_{1-2}=P_{1}V_{1}\ln {\frac {V_{2}}{V_{1}}}}>